# Chiesa dei Santi Fabiano e Sebastiano (Ton)
La chiesa dei Santi Fabiano e Sebastiano è la sussidiaria di Masi di Vigo, nel comune di Ton in Trentino. Fa parte della zona pastorale delle Valli del Noce e risale al XVI secolo.

## Storia

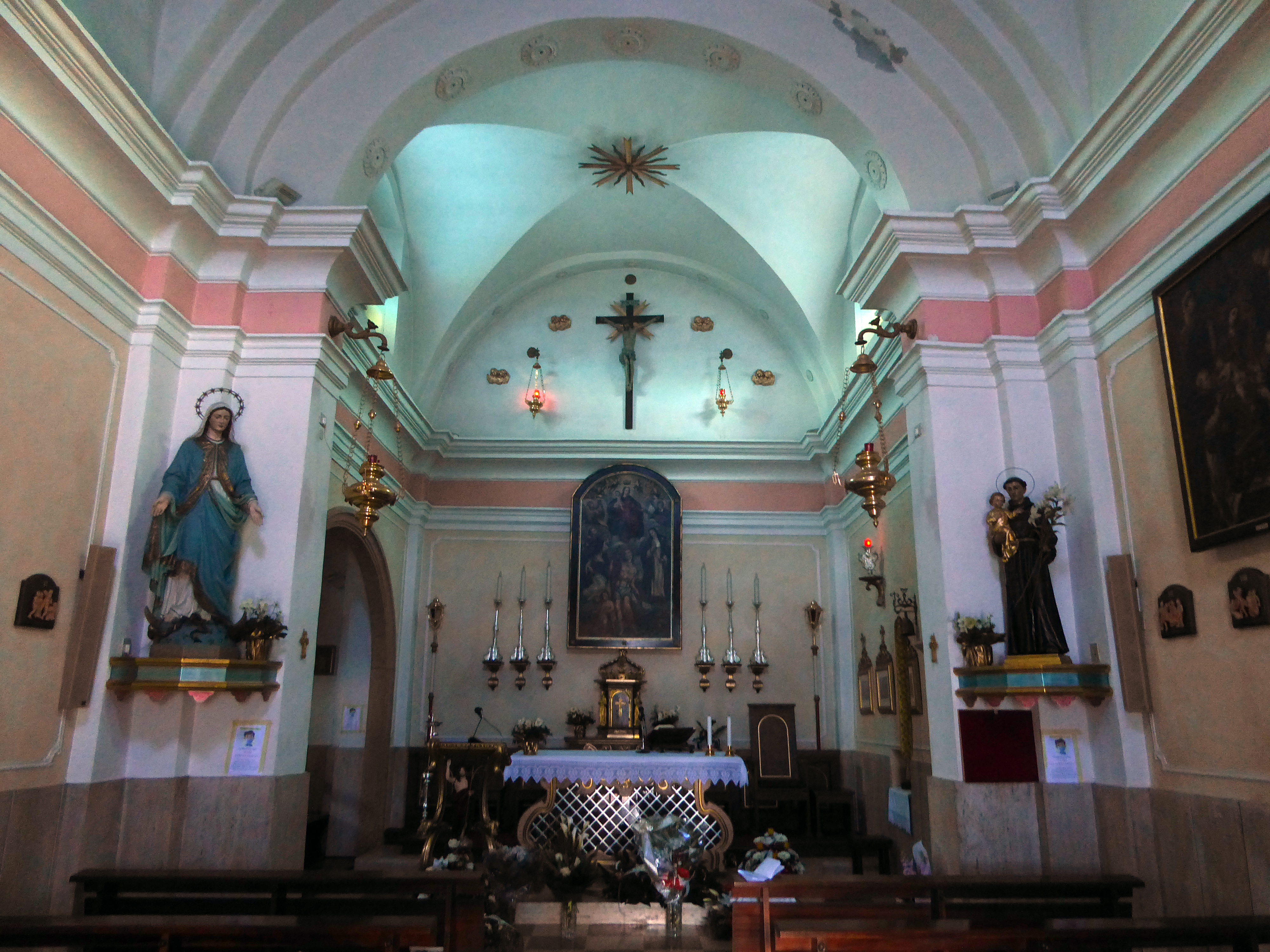
Interno

La prima menzione della chiesa dedicata ai santi Fabiano e Sebastiano risale al 1579, durante il principato di Ludovico Madruzzo. Negli Atti visitali è segnalata la presenza di un unico altare. 
Nel 1655 i visitatori permisero di ingrandirla ad longitudinem fornicis ante ingressum e di costruire il campanile.
Il 3 ottobre 1734 la chiesa divenne primissaria curata, ovvero fu istituito un beneficio che permetteva di mantenere un sacerdote, eletto dalla comunità con il consenso del pievano di Vigo, per la celebrazione della messa mattutina. Nel 1742 la chiesa è definita noviter aedificata cum parte veteris diruta, ma ancora nel 1751 il nuovo altare maggiore ligneo era privo di pala. Probabilmente i lavori continuarono sino al 1780, data incisa sul portale. Nel corso dell'Ottocento ottenne il sacro fonte battesimale (1839) e infine la custodia eucaristica (1864).
Nei primi decenni del XX secolo furono ristrutturate la chiesa e la sacrestia e il cimitero fu ampliato. Nel corso della Prima guerra mondiale gli austriaci requisirono una delle due campane, soltanto nel 1923 il campanile fu dotato nuovamente di due campane.
Recentemente, tra il 1968 e il 1973, fu ritinteggiato l'interno e sostituito il pavimento. Venne realizzato inoltre l'adeguamento liturgico, prescritto dal Concilio Vaticano II: l'altare maggiore fu sostituito e fu tolto il cancello in ferro che chiudeva il presbiterio.
Dal 1989 la curazia dei Masi è inglobata nella parrocchia di Vigo di Ton.
Ogni anno il 20 gennaio nella chiesa si celebra la messa solenne in onore del santo, protettore contro la peste e le epidemie, in occasione della festa organizzata nel paese.

## Descrizione

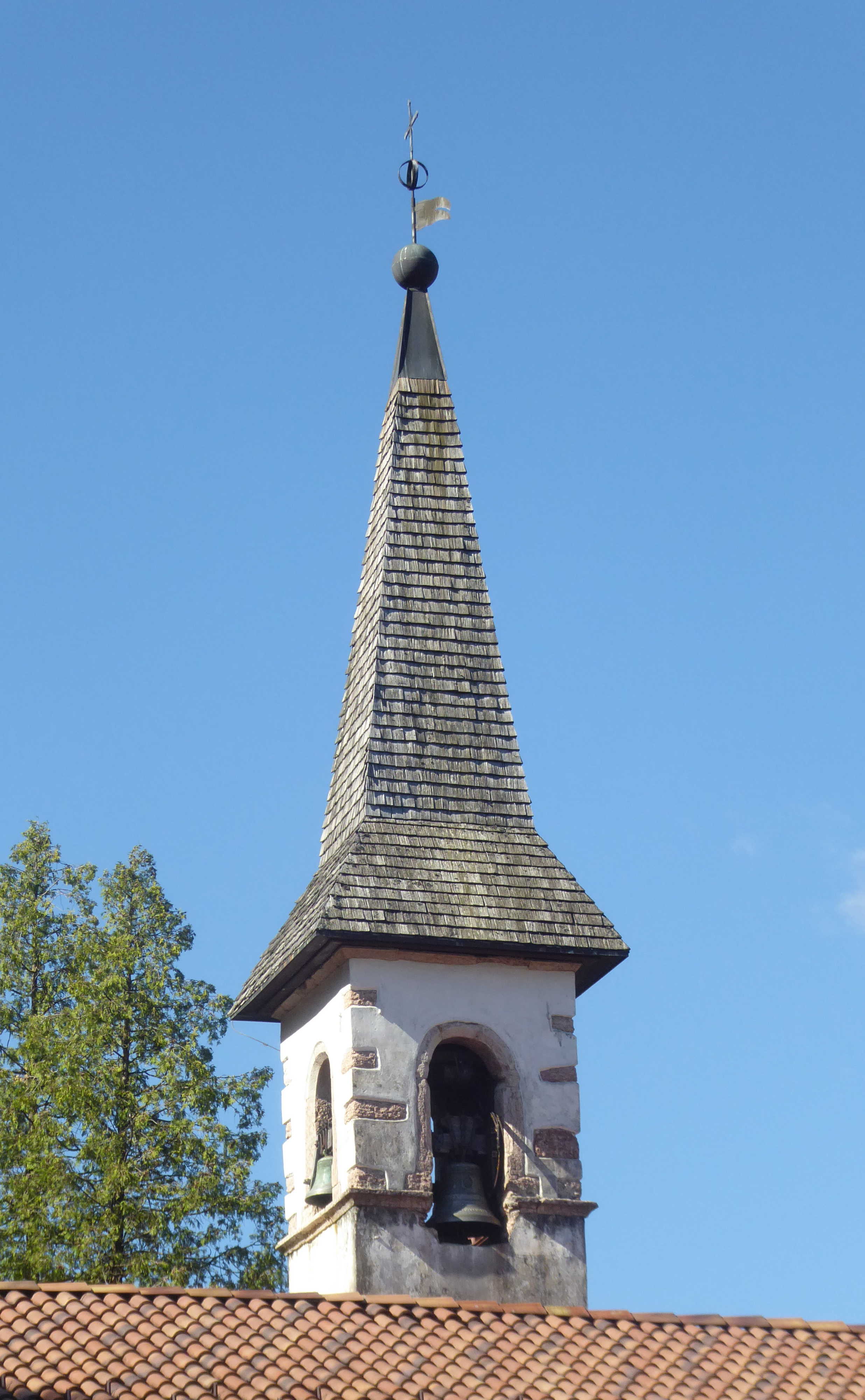
Campanile

Posta nella parte alta del paese di Masi di Vigo, la chiesa è orientata ad est e presenta una semplice facciata a capanna a due spioventi. Due gradini precedono il portale con timpano, più in alto è presente un oculo strombato. A sinistra emerge la cappella laterale, costruita nella prima metà del Novecento, con accesso secondario. A destra emergono la sacrestia, con accesso indipendente e due finestre protette da inferriate, e la torre campanaria, la cui cella presenta quattro monofore. Il campanile ha copertura piramidale, sormontata da globo, bandierina segnavento e croce apicale.
La navata unica a pianta rettangolare è divisa in due campate da coppie di pilastri intonacati ed è coperta da volte a botte unghiata. Il pavimento è realizzato in quadrotte di pietra calcarea bianche e rosse, disposte a scacchiera. La controfacciata presenta due nicchie centinate che contengono il fonte battesimale e l'acquasantiera, una scala a chiocciola conduce alla cantoria. Il presbiterio, elevato di un gradino, è introdotto dall'arco santo a tutto sesto e si conclude con un'apertura quadrata al centro della parete. È collegato a destra con la sacrestia e a sinistra con la cappella laterale, che ha funzione di penitenzieria.
Al centro del presbitero è presente l'altare, parzialmente dorato, che con l'adeguamento liturgico degli anni Sessanta ha sostituito l'altare maggiore. Qui è posta la statua di San Sebastiano, realizzata nel 1924 da Carlo Pancheri. Al centro della parete di fondo è poggiato infine un tabernacolo ligneo settecentesco, di provenienza ignota, che contiene la custodia eucaristica.
Sulle pareti laterali sono appese le quattordici stazioni della Via Crucis in terracotta, realizzate di recente dall’artista locale Cristian Carli, dell’antica del 1900 sono rimasti solo due quadri. Nel 1902 fu acquistata la statua della Madonna delle grazie, posta su una mensola nella parte sinistra dell'arco santo, portata in processione l'ultima domenica di agosto sino alla cappella a lei dedicata all'ingresso del paese.